# Día de la Bandera (Perú)
El Día de la Bandera se conmemora cada año en el Perú el 7 de junio, en el aniversario de la batalla de Arica. Este homenaje a la bandera del Perú fue establecido por decreto supremo del 30 de abril de 1924. Aunque ya antes, por decreto supremo de 8 de noviembre de 1905, se había decretado el juramento de fidelidad a la bandera que debían hacer los conscriptos en forma pública y solemne.
Está establecido como feriado nacional, además, los organismos estatales, así como colegios públicos y privados, realizan ese día las ceremonias correspondientes. En Lima la ceremonia principal se realiza ante el monumento al héroe Francisco Bolognesi en la plaza de su nombre, con la presencia de altas autoridades del Gobierno y del Ejército.

## Legislación

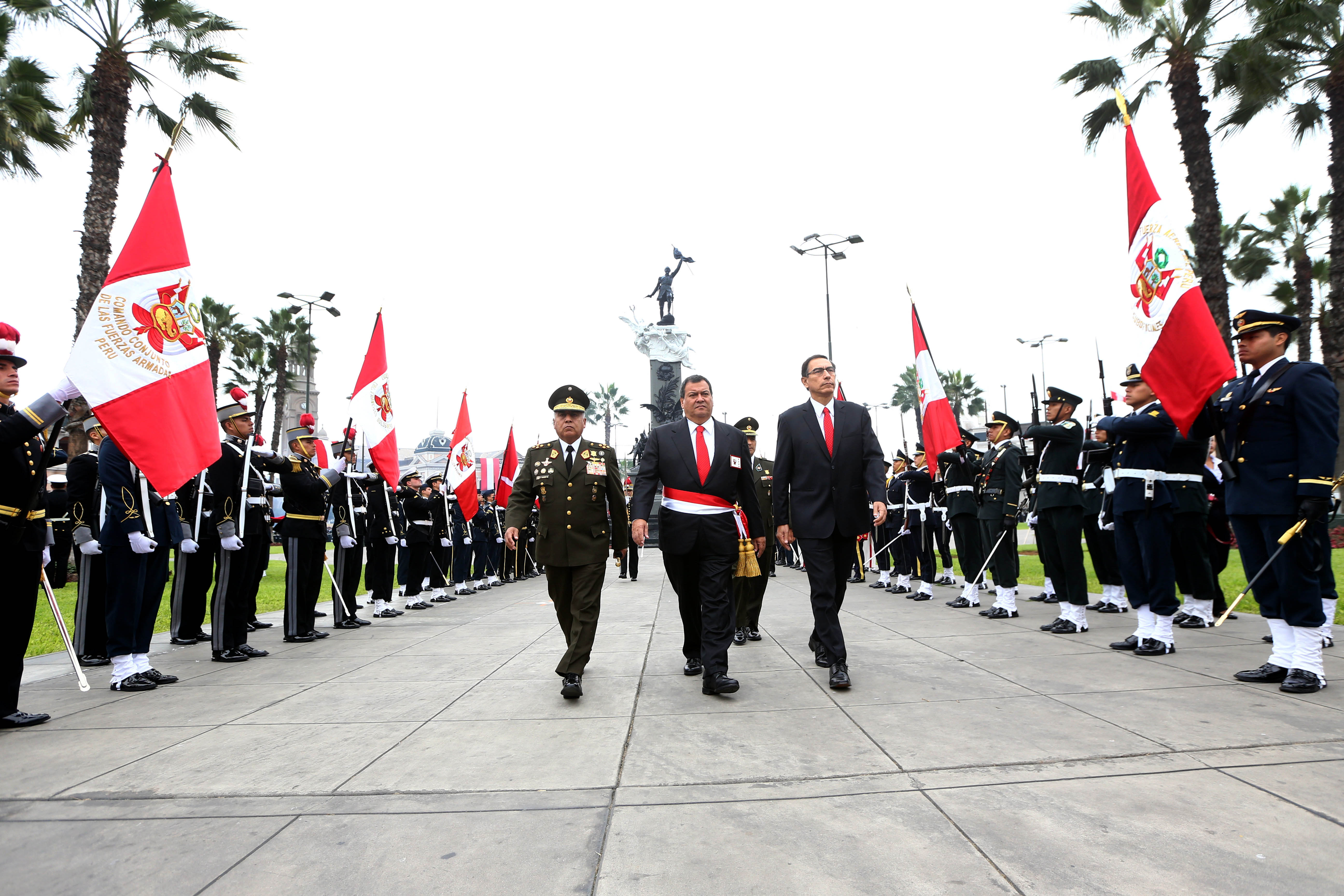
Ceremonia oficial realizada en la Plaza Bolognesi, el 7 de junio de 2017.

Por decreto supremo del 30 de abril de 1924, se señala que el 7 de junio de cada año será el Día de la Bandera, en el que se deben hacer homenajes especiales en los colegios y escuelas estatales y privadas. En el mismo día, los cuerpos de Policía, de Seguridad, Vigilancia y Gendarmería deben hacer la jura de sus banderas en forma solemne. También quedó determinado que el pabellón nacional debía permanecer izado desde las seis de la mañana a seis de la tarde en los edificios públicos.

## Antecedentes

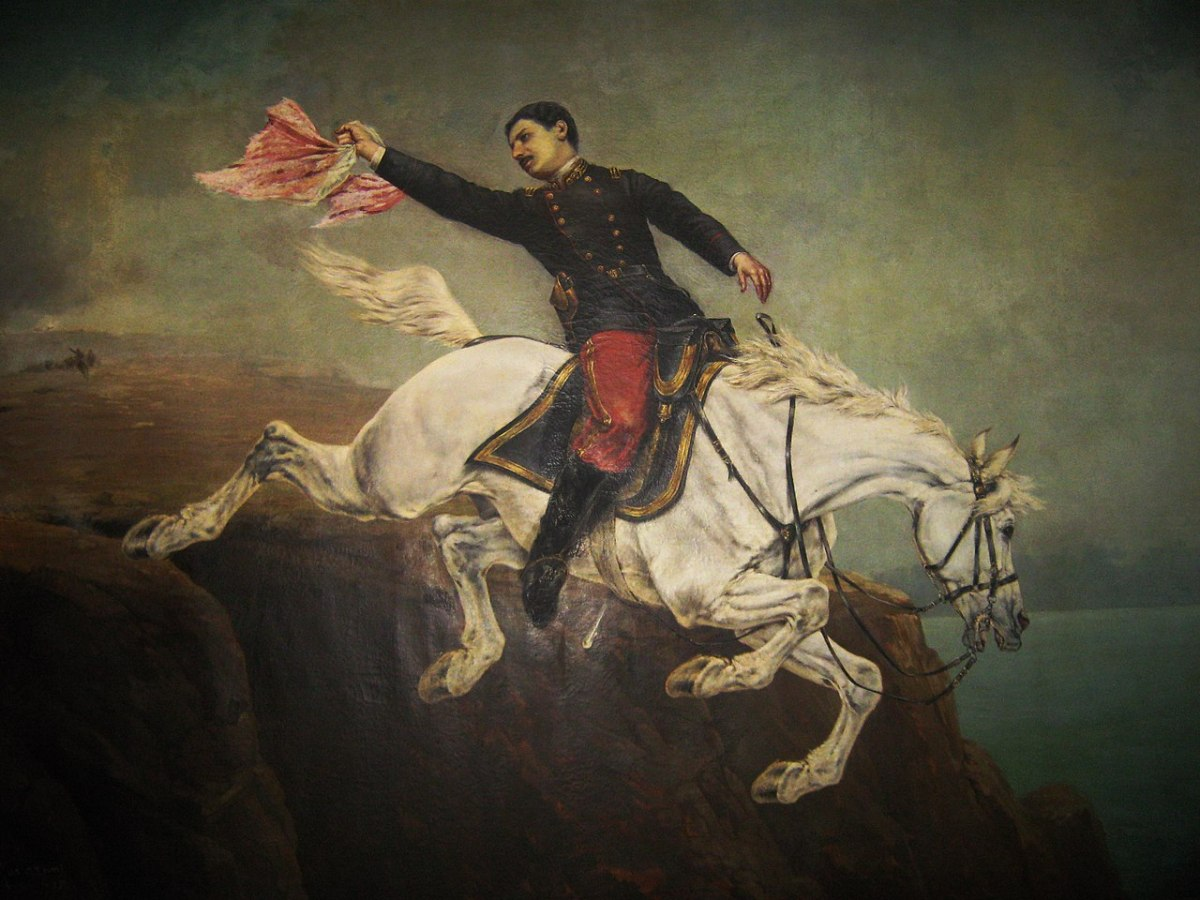
El coronel Alfonso Ugarte arrojándose del morro de Arica con la bandera nacional. Pintura realizada por Agostino Marazzani Visconti.

La fecha fue escogida en conmemoración a la batalla de Arica, que se libró el 7 de junio de 1880 en el contexto de la guerra de Chile contra el Perú y Bolivia.

### Batalla de Arica
La plaza de Arica era el último baluarte de las provincias del sur que quedaba en poder del Perú luego de su derrota en las campañas de Tarapacá y Tacna. Pese a estar rodeada por fuerzas chilenas superiores en número y poderío, su jefe, el coronel Francisco Bolognesi, junto con sus oficiales, rechazó la oferta de rendición que le planteó el enemigo. En una junta celebrada el 5 de junio, Bolognesi y los demás jefes peruanos acordaron resistir «hasta quemar el último cartucho».
La plaza, defendida por 1800 peruanos, fue asaltada por una fuerza chilena compuesta por más de 5000 efectivos. La batalla fue muy feroz y sangrienta. Murieron 900 defensores peruanos, es decir, la mitad del total. Entre ellos el mismo Bolognesi y varios oficiales como Juan Guillermo More Ruiz, José Joaquín Inclán, Ricardo O'Donovan, Francisco Cornejo, Alfonso Ugarte y Ramón Zavala. Se recuerda también al joven cabo Alfredo Maldonado, que voló a costa de su vida un polvorín, y al sargento Armando Blondel, que cayó tras defender el pabellón nacional.
Tan elevado número de víctimas peruanas se debió también a que muchos heridos y prisioneros fueron fusilados por los chilenos ese mismo día, pues su jefe, Pedro Lagos, dio la famosa orden de «Hoy no hay prisioneros». Solo al día siguiente procedieron a tomar prisioneros.  
La tradición histórica recuerda que la bandera peruana fue defendida tenazmente por los combatientes peruanos y que en el último instante el coronel Alfonso Ugarte se envolvió en ella y montado a caballo se arrojó al mar desde la cima del morro de Arica para evitar que cayera en manos enemigas. Es en memoria a todos los peruanos caídos en Arica que se celebra el Día de la Bandera.